# Holmtjärnen (Gillberga socken, Värmland, öster om Skeverud)
Holmtjärnen är en sjö i Säffle kommun i Värmland och ingår i Göta älvs huvudavrinningsområde. Sjön har en area på 0,109 kvadratkilometer och ligger 123 meter över havet.

## Delavrinningsområde
Holmtjärnen ingår i det delavrinningsområde (657414-132905) som SMHI kallar för Inloppet i Harefjorden. Medelhöjden är 97 meter över havet och ytan är 39,3 kvadratkilometer. Räknas de 251 avrinningsområdena uppströms in blir den ackumulerade arean 4 545,46 kvadratkilometer. Byälven (Kölaälven) som avvattnar avrinningsområdet har biflödesordning 2, vilket innebär att vattnet flödar genom totalt 2 vattendrag innan det når havet efter 216 kilometer. Avrinningsområdet består mestadels av skog (62 procent) och jordbruk (22 procent). Avrinningsområdet har 0,75 kvadratkilometer vattenytor vilket ger det en sjöprocent på 1,9 procent. Bebyggelsen i området täcker en yta av 0,46 kvadratkilometer eller 1 procent av avrinningsområdet.